# Karate-Weltmeisterschaften 1996
Die dreizehnten Karate-Weltmeisterschaften fanden 1996 in Sun City, Südafrika statt.

## Medaillen

### Männer
| Disziplin          | Gold             | Silber                 | Bronze              |
| ------------------ | ---------------- | ---------------------- | ------------------- |
| Kata Herren        | Michaël Milon    | Ryoki Abe              | Lucio Maurino       |
| Kata Team          | Japan            | Frankreich             | Italien             |
| Kumite bis 60 kg   | David Luque      | Hakan Yağlı            | Shinichiro Yamamoto |
| Kumite bis 60 kg   | David Luque      | Hakan Yağlı            | Rifat Mujanović     |
| Kumite bis 65 kg   | Mehdi Amouzadeh  | Mark Golding           | Alexandre Biamonti  |
| Kumite bis 65 kg   | Mehdi Amouzadeh  | Mark Golding           | Bahattin Kandaz     |
| Kumite bis 70 kg   | Aslam Gubaschiew | Juraj Gažo             | Reza Mohseni        |
| Kumite bis 70 kg   | Aslam Gubaschiew | Juraj Gažo             | Junior Lefevre      |
| Kumite bis 75 kg   | Wayne Otto       | Tomás Herrero          | Kazuaki Matsumoto   |
| Kumite bis 75 kg   | Wayne Otto       | Tomás Herrero          | Gennaro Talarico    |
| Kumite bis 80 kg   | Gilles Cherdieu  | Toshihito Kokubun      | Georg Petermann     |
| Kumite bis 80 kg   | Gilles Cherdieu  | Toshihito Kokubun      | Fernando García     |
| Kumite über 80 kg  | Yasumasa Shimizu | Andrey Anikin          | Teodor Rajić        |
| Kumite über 80 kg  | Yasumasa Shimizu | Andrey Anikin          | Ian Cole            |
| Kumite offen ippon | Paul Alderson    | Óscar Olivares         | John Fonseca        |
| Kumite offen ippon | Paul Alderson    | Óscar Olivares         | Manabu Takenouchi   |
| Team               | Frankreich       | Vereinigtes Königreich | BR Jugoslawien      |
| Team               | Frankreich       | Vereinigtes Königreich | Spanien             |

### Damen
| Event              | Gold                   | Silber             | Bronze                  |
| ------------------ | ---------------------- | ------------------ | ----------------------- |
| Kata Damen         | Yuki Mimura            | Melanie Genung     | Shahrzad Mansouri       |
| Kata Team          | Japan                  | Vereinigte Staaten | Frankreich              |
| Kumite bis 53 kg   | Theresia Larsson       | Marise Mazurier    | Marianna Lauková        |
| Kumite bis 53 kg   | Theresia Larsson       | Marise Mazurier    | Robyn Choi              |
| Kumite bis 60 kg   | Julliet Toney          | Mayumi Baba        | Chiara Stella Bux       |
| Kumite bis 60 kg   | Julliet Toney          | Mayumi Baba        | Leyla Gedik             |
| Kumite über 60 kg  | Patricia Duggin        | Theodora Dougeni   | Bregje Kaars-Sijpestein |
| Kumite über 60 kg  | Patricia Duggin        | Theodora Dougeni   | Rosa Ortega             |
| Kumite offen ippon | Yvonne Senff           | Izumi Nabeki       | Karina Gansch           |
| Kumite offen ippon | Yvonne Senff           | Izumi Nabeki       | Roberta Minet           |
| Team               | Vereinigtes Königreich | Italien            | Spanien                 |
| Team               | Vereinigtes Königreich | Italien            | Australien              |

## Medaillenspiegel
| Rang  | Land                     | Gold | Silber | Bronze | Gesamt |
| ----- | ------------------------ | ---- | ------ | ------ | ------ |
| 1     | Vereinigtes Königreich   | 5    | 1      | 1      | 7      |
| 2     | Japan                    | 4    | 4      | 3      | 11     |
| 3     | Frankreich               | 3    | 2      | 2      | 7      |
| 4     | Spanien                  | 1    | 2      | 4      | 7      |
| 5     | Russland                 | 1    | 1      | 0      | 2      |
| 6     | Schweden                 | 1    | 0      | 1      | 2      |
| 7     | Niederländische Antillen | 1    | 0      | 0      | 1      |
| 7     | Iran                     | 1    | 0      | 0      | 1      |
| 9     | Vereinigte Staaten       | 0    | 2      | 1      | 3      |
| 10    | Italien                  | 0    | 1      | 5      | 6      |
| 11    | Australien               | 0    | 1      | 2      | 3      |
| 11    | Türkei                   | 0    | 1      | 2      | 3      |
| 13    | Slowakei                 | 0    | 1      | 1      | 2      |
| 14    | Griechenland             | 0    | 1      | 0      | 1      |
| 15    | BR Jugoslawien           | 0    | 0      | 3      | 3      |
| 16    | Österreich               | 0    | 0      | 2      | 2      |
| 17    | Deutschland              | 0    | 0      | 1      | 1      |
| 17    | Belgien                  | 0    | 0      | 1      | 1      |
| 17    | Niederlande              | 0    | 0      | 1      | 1      |
| Total | Total                    | 17   | 17     | 30     | 64     |